# 133. østlige længdekreds
Den 133. østlige længdekreds (eller 133 grader østlig længde) er en længdekreds, der ligger 133 grader øst for nulmeridianen. Den løber gennem Ishavet, Asien, Stillehavet, Australasien, det Indiske Ocean, det Sydlige Ishav og Antarktis.